# Rajki (Barban)
Pour les articles homonymes, voir Rajki.
Rajki (en italien : Raichi) est une localité de Croatie située en Istrie, dans la municipalité de Barban, dans le comitat d'Istrie. En 2001, la localité comptait 11 habitants.

## Démographie
| 1948 | 1953 | 1961 | 1971 | 1981 | 1991 | 2001 |
| ---- | ---- | ---- | ---- | ---- | ---- | ---- |
| 54   | 52   | 45   | 45   | 29   | 23   | 11   |